# Langues de la Charente
 (avril 2025).
Motif : Confusion et articulation artificielle entre cadre administratif départemental et découpage linguistique (oc/oïl), en l’absence d’étude dédiée ou de politique linguistique propre
- Archive Wikiwix
- Bing
- Cairn
- DuckDuckGo
- E. Universalis
- Gallica
- Google
- G. Books
- G. News
- G. Scholar
- Persée
- Qwant
- (zh) Baidu
- (ru) Yandex
- (wd) trouver des œuvres sur Wikidata

| 1. | Préciser le motif de la pose du bandeau. | Précisez le motif de la pose du bandeau en utilisant la syntaxe suivante : {{admissibilité à vérifier\|date=avril 2025\|motif=remplacez ce texte par le motif}}                             |
| 2. | Informer les utilisateurs concernés.     | Pensez à avertir le créateur de l'article, par exemple, en insérant le code ci-dessous sur sa page de discussion : {{subst:avertissement admissibilité à vérifier\|Langues de la Charente}} |

Le département de la Charente est traversé du nord au sud par la frontière linguistique oc/oïl avec à l'est l'occitan représenté par le dialecte limousin et un parler de transition, le marchois, et à l'ouest, la langue d'oïl avec le saintongeais au centre et sud et le poitevin au nord.

## Limite linguistique

### Poitevin-saintongeais
Le poitevin-saintongeais (qui est une langue d'oïl) dans ses deux variétés.
La zone d'oïl, domaine du poitevin-saintongeais, est elle-même partagée entre une grande zone linguistiquement saintongeaise et une petite zone linguistiquement poitevine.

#### Le saintongeais

Aire linguistique du saintongeais.

Le saintongeais concerne la zone ouest et sud, bien plus étendue (qui comprend Chalais, Barbezieux, Angoulême, Jarnac, Cognac). Le patois charentais est une appellation à laquelle certains sont attachés, pour désigner le saintongeais. Il donne lieu à une importante production littéraire et artistique, les derniers en date étant les Binuchards et leur rock charentais.

#### Le poitevin

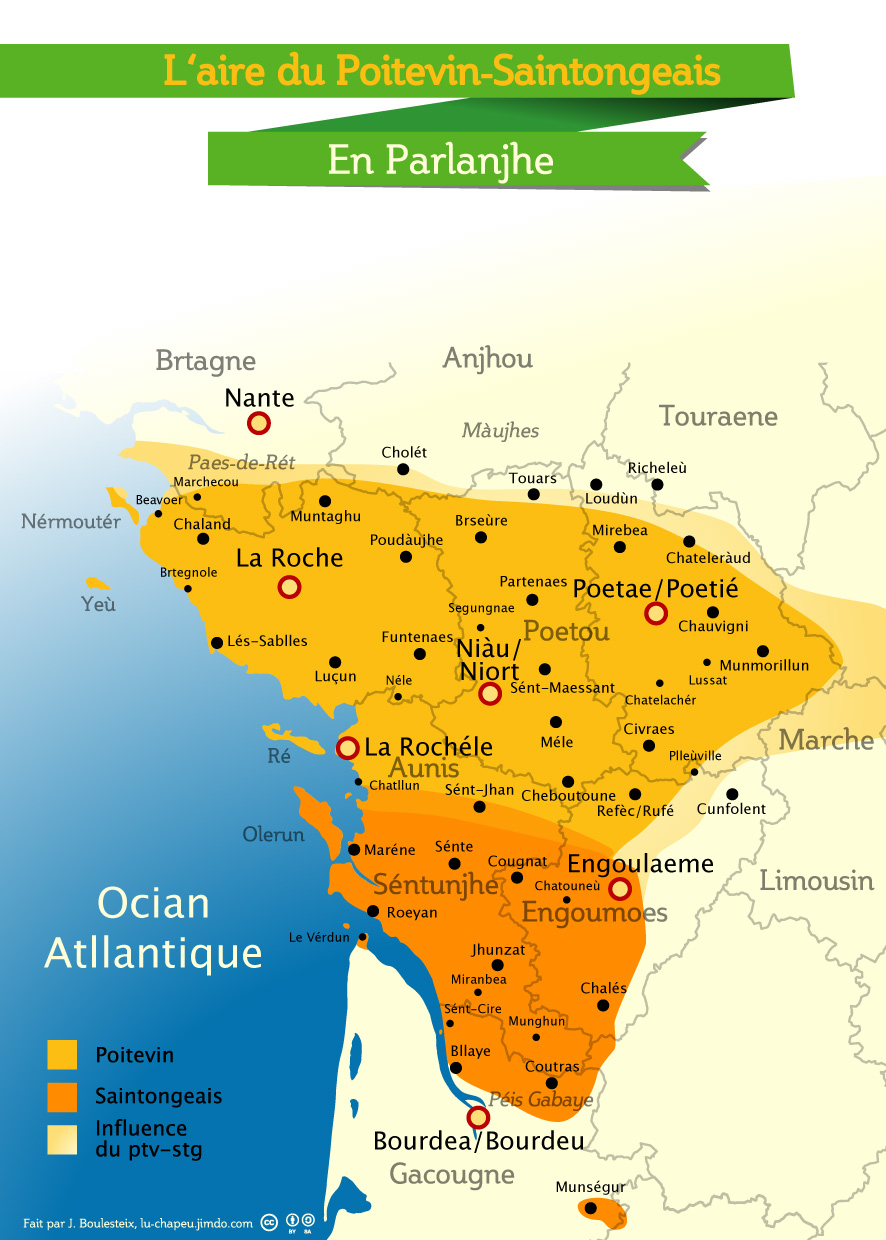
Aire linguistique du poitevin, partie nord du domaine poitevin-saintongeais.

Le poitevin qui concerne la petite zone nord-ouest, (qui comprend la majeure partie du Ruffécois : cantons de Villefagnan, Ruffec, ouest de celui de Mansle, nord de celui d'Aigre; plus le petit secteur d'oïl de la bordure ouest du Confolentais : Le Bouchage, et Pleuville - en partie -). 
Le patois charentais est une appellation à laquelle certains sont attachés pour désigner, ici aussi, le poitevin de ce secteur.
La limite avec le saintongeais est assez graduelle, mais on considère qu'elle se situe à la forêt de la Boixe, puis au sud d'Aigre (ancienne forêt d'Argenson), pour se diriger vers l'ouest au nord de Matha.
La limite avec le marchois est tout aussi graduelle. Le poitevin s'occitanise légèrement à son contact (paragraphe suivant), qui s'effectue dans la zone B de la carte de Tourtoulon et Bringuier, à savoir vers Aunac, Couture, Saint-Gourson, est de Saint-Gervais, Chassiecq, ouest de Champagne-Mouton, Vieux-Ruffec, Le Bouchage, Benest, Pleuville.

### Occitan

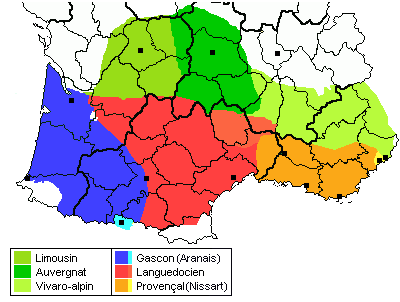
La zone du limousin (en vert) et la Charente

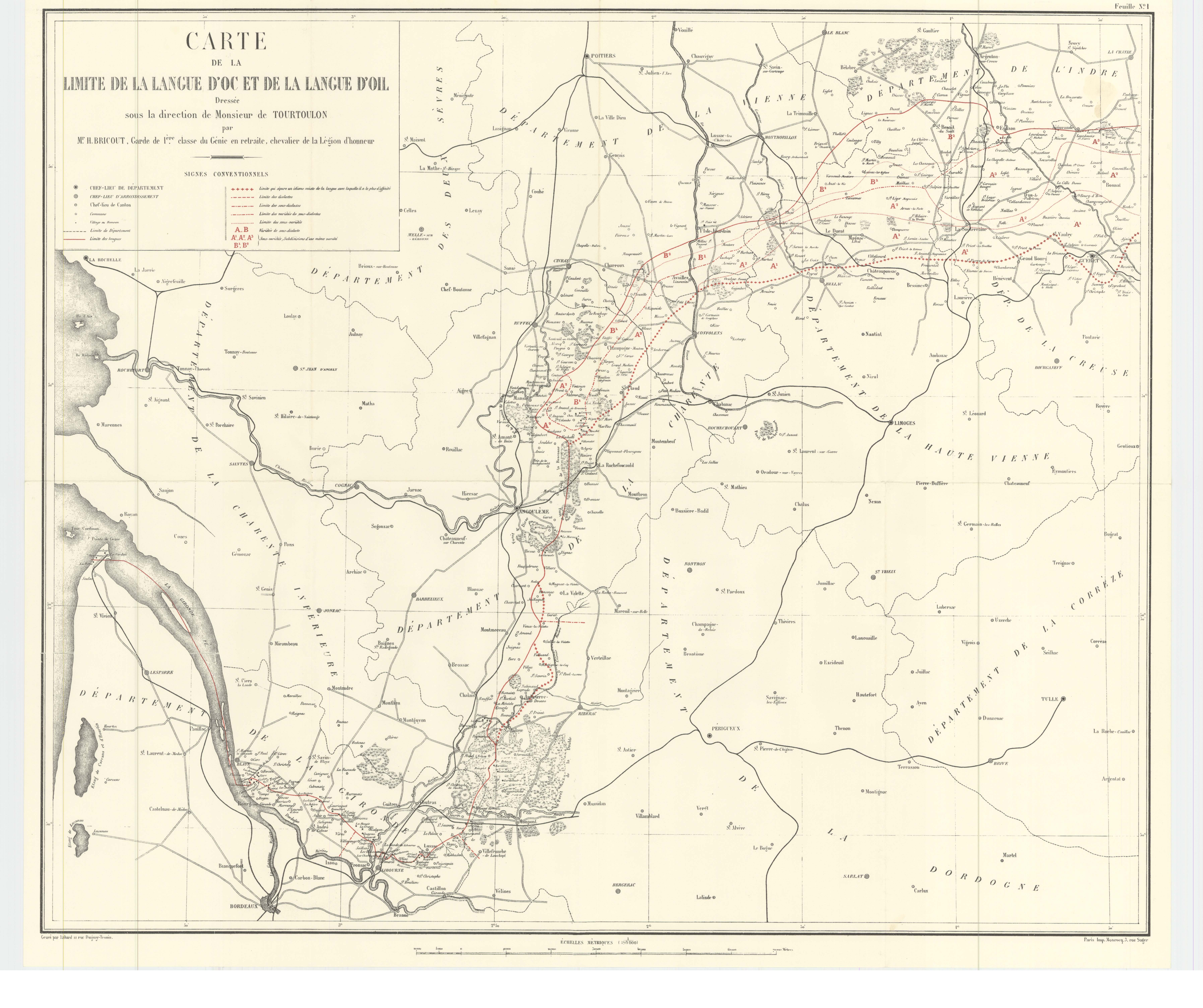
Carte de Tourtoulon et Bringuier, 1875

#### Le limousin

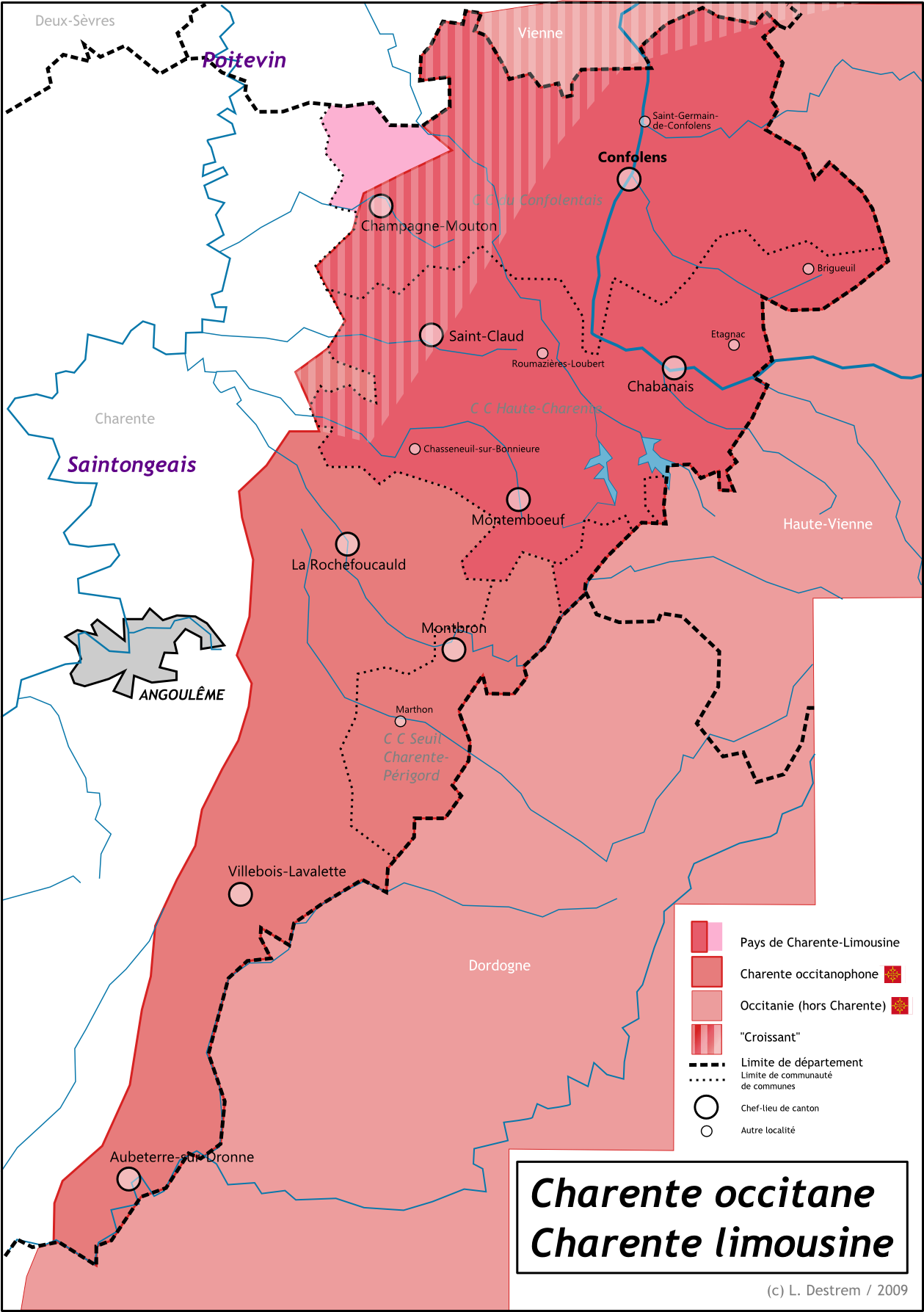
Pays de Charente-Limousine (langue d'oc)
Pays de Charente-Limousine (langue d'oïl : poitevin)
Charente occitanophone hors Pays de Charente-Limousine
Occitanie hors Charente (ici Vienne, Haute-Vienne, Dordogne)
Autres zones de langue d'oïl (saintongeais ou poitevin)

L'occitan (dans sa variété le limousin).
À l'est, la zone comprenant Aubeterre, Villebois-Lavalette, Montbron, La Rochefoucauld, Saint-Claud, Champagne-Mouton, Confolens, Chabanais, Montembœuf, appartient au domaine de l'occitan ou langue d'oc (sous la variété du nord-occitan et plus précisément du limousin). 
On parle parfois de Charente périgourdine et de Charente limousine (Charanta Lemosina) ou plus exactement de Charente occitane (Charanta Occitana). En fait la Charente occitane inclut la Charente limousine, située plus au nord-est du département autour de Confolens, ainsi que la bordure Est de l'Angoumois et une frange sud-est du département en limite de la Dordogne. Cette zone se situe donc à la frontière nord-ouest de l'Occitanie.
La frontière linguistique oc/oïl a aussi été détaillée dans la Statistique monumentale de la Charente :

« Limite des dialectes - La limite qui sépare les pays de langue d'oc de ceux de langue d'oïl commence dans le département de la Charente, en partant du midi, entre les communes de Bazac et d'Essards, passe près de St-Martial-de-Coulonges, suit les hauteurs qui séparent le versant de la Lizonne de celui de la Tude jusqu'à Chavenac et Juillaguet. Elle se dirige ensuite entre Charmant et Magnac, entre Fouquebrune et Villars, entre Dirac et Dignac, entre Garat et Bouëx, jusqu'à la forêt de la Braconne qui est toute de pays de langue d'oc. En quittant la forêt, la ligne passe entre Jauldes et Agris, entre Coulgens et la Rochette, entre Sainte-Colombe et St-Mary, entre Valence et la Tâche, entre Ventouse et Cellefrouin, entre St-Gourson et Chassiecq, entre St-Gervais et Champagne-Mouton, entre Benays et Alloue, et sort du département entre Chatain et Pleuville. Cette limite est nettement tranchée dans toute l'étendue du département, au point que les communes qui parlent français ont presque le purisme du langage. »

Même si la limite dialectale est à 10 km à l'est, la commune de Saint-Eutrope, à l'ouest de Montmoreau, a été signalée comme avoir la particularité d'être une petite enclave occitane en langue d'oïl,.

#### Le marchois

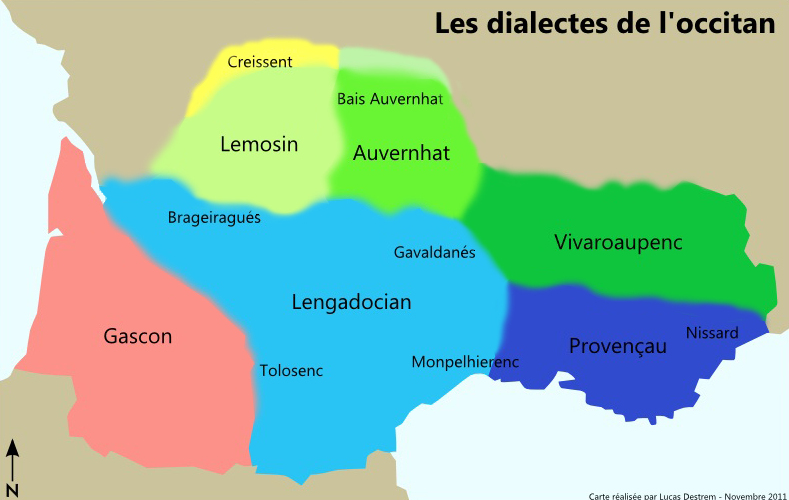
Le marchois formant un croissant au nord du limousin et de l'auvergnat

La limite détaillée par l'abbé Michon ci-dessus a été réétudiée plus finement quelques années plus tard, en 1873, par Charles de Tourtoulon et Octavien Bringuier, diligentés par la Société pour l'étude des langues romanes dépendant du ministère de l'instruction publique, des cultes et des beaux-arts.
La limite linguistique s'est avérée à peu près la même, mais a été nuancée dans la partie nord. En effet, cette nouvelle étude a tenu compte d'une zone intermédiaire, croissant linguistique entre les langues d'oc et d'oil, appelée le domaine du marchois, dont la pointe sud-ouest se situe près de La Rochefoucauld et va en s'élargissant vers le nord vers Saint-Claud et Champagne-Mouton, plus précisément entre les zones du poitevin et du limousin.
D'autre part, l'abbé Michon était passé à côté d'une excroissance de ce parler marchois qui allait à l'ouest jusqu'à Nanclars et Saint-Sulpice-de-Ruffec, nez qui formait un cap entre les parlers saintongeais ou sud-ouest et poitevin au nord.
La carte de Tourtoulon et Bringuier distingue plusieurs zones dans le croissant marchois, en particulier oil à dominantes oc (zone B, avec variantes B1 et B2), et oc à dominantes oil (zone A, avec variantes A1,A2,A3). Ce parler marchois est un véritable parler hybride, comme le nord-occitan mais à une échelle plus petite.
La limite oc-oil n'est donc pas tranchée au nord de La Rochefoucauld du fait de ce croissant, mais on peut admettre qu'elle se situe entre les zones A et B du marchois. Cette limite passe donc, au nord-ouest de La Rochefoucauld, entre Jauldes (oil, saintongeais) et La Rochette (A), entoure Sainte-Colombe, Saint-Angeau, Saint-Amant-de-Bonnieure, Valence et Ventouse (B) pour former une pointe concernant Coulgens, Nanclars, Saint-Ciers (le Châtelard), Puyréaux (en partie), Mouton (en partie), Couture (en partie), oc à dominantes oil (A). En allant vers le nord, cette limite sépare dorénavant le poitevin du marchois. Elle passe à l'est d'Artenac, passe à La Tâche, entre Ventouse et Cellefrouin, à Beaulieu, entre Chassiecq (zone mixte) et Parzac, à Turgon, Champagne-Mouton en partie, Saint-Coutant, Épenède. Pleuville, Benest sont en zone marchoise, mais à grande dominante d'oil (B).
D'après des études du XXe siècle, ce promontoire aurait été plus pointu vers l'ouest et englobait encore Villejoubert et Saint-Amant-de-Boixe en 1913. Mais il se serait complètement résorbé au fil du XXe siècle et Coulgens serait maintenant en zone d'oil, ainsi que Nanclars, Villejoubert, Aussac, Saint-Ciers, etc. (La Rochette reste dans le domaine marchois).
Quant à la limite entre le limousin et le marchois, elle passe entre La Rochette (marchois) et Agris (limousin), puis à Saint-Mary, puis entre Saint-Claud et Lussac, puis juste à l'est de Saint-Laurent-de-Céris, puis au nord-ouest d'Ambernac, et entre Hiesse et Lessac, et au nord d'Abzac.

#### L'angoumoisin
À noter aussi que le parler occitan du Sud Charente est en fait un parler hybride, comme le marchois, et les douze communes concernées (Les Essards, Pillac, Montignac-le-Coq, Bonnes, Saint-Martial, Saint-Séverin, Aubeterre, Nabinaud, Laprade, Saint-Romain), et deux communes en Dordogne (Chenaud et Puymangou) appelaient leur langue l'angoumoisin, « et le distinguent du saintongeois en usage à l'ouest de cette région, aussi bien que du périgourdin, ou comme on dit dans le pays, du périgord parlé à l'est. ». Plus au nord, Palluaud et Salles-Lavalette sont dans le dialecte limousin. La commune de Juillaguet forme aussi une petite enclave de ce parler mixte.
Il est possible que ce qu'on appelle marchois au nord d'Angoulême à Coulgens et l'angoumoisin au sud soient le même dialecte, vestige du parler local avant l'avancée de la langue d'oil, langage qu'a évoqué Corlieu, et dont l'abbé Michon a trouvé des traces dans les archives d'Angoulême. On est en effet géographiquement loin de la Marche historique qui débute à Confolens.

## Histoire
L'étude de la toponymie et l'histoire montrent que la limite oil-oc a fluctué.
La totalité du département de la Charente était occitane avant le XIIe siècle et encore dans une grande partie avant le XVe siècle. La guerre de Cent Ans a ravagé l'Angoumois qui était en possession des Anglais, comme toute la Guyenne. Les repeuplements principalement pour la remise en valeur de ces terres agricoles par des colons venus du nord de la France (Angevins, Poitevins, Bretons) jusqu'à Blaye et Coutras a créé une avancée de la langue d'oil dans ces contrées, sur une façade ouest plus facilement accessible.
Le saintongeais au Moyen Âge n'était pas du français, mais de l'occitan, en témoigne le Guide du pèlerin de Saint-Jacques de Compostelle du XIIe siècle, où le pèlerin était averti du changement de langue en entrant en Saintonge. 
Les troubadours Rigaud de Barbezieux, Rainaut de Pons, Jaufre Rudel et Jordan Bonel étaient saintongeais.

## Enseignement
Depuis 1981, l'occitan est une option au baccalauréat dans les lycées de Charente[réf. nécessaire].